# Trunajaya van Sunda

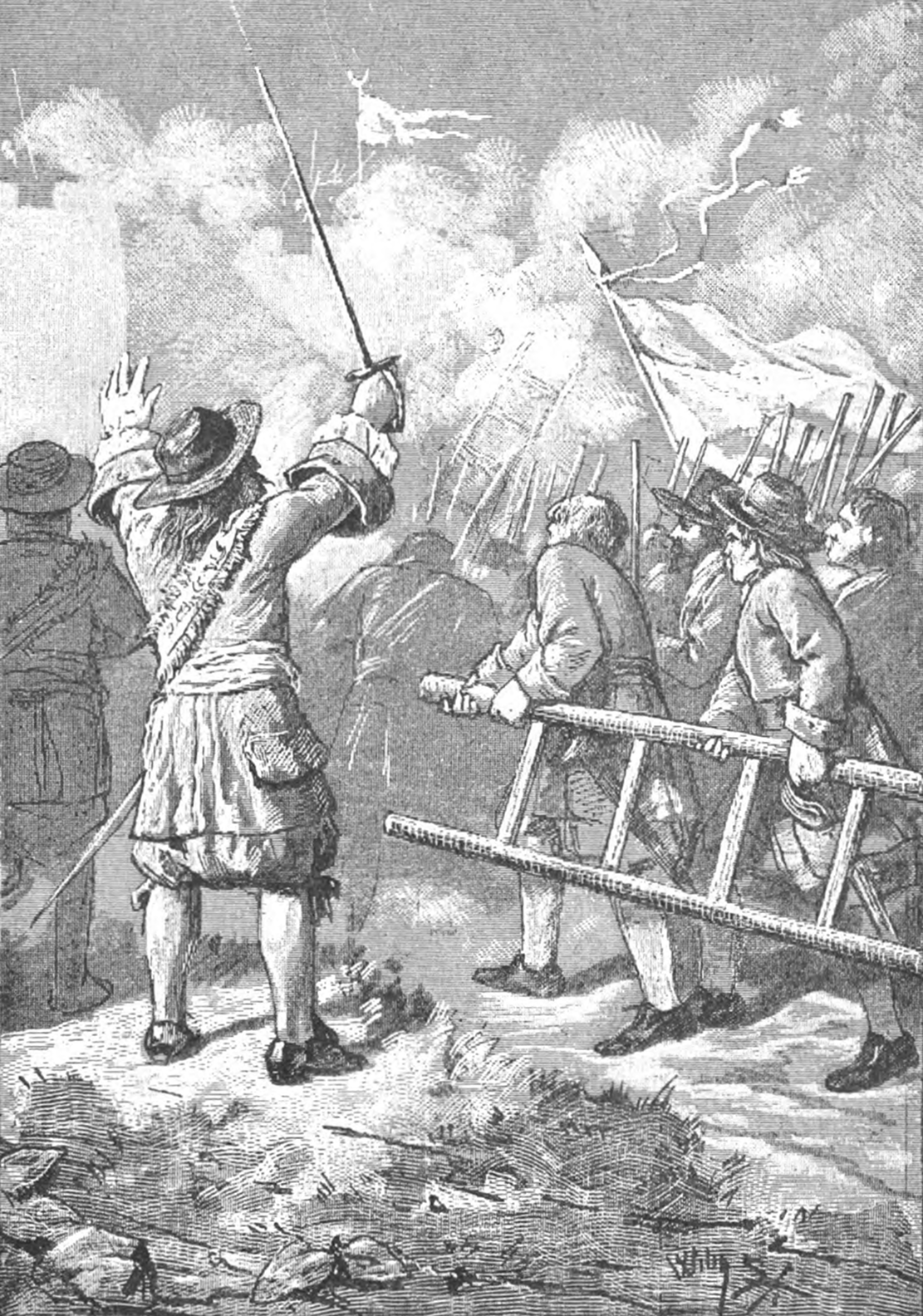
De bestorming van Kediri, afbeelding uit het Nederlandse kinderboekje De Kroon van Mataram uit 1890.

Troenajaya, Raden Troenajaya, Trunajaya of Tronajâyâ, ook bekend als Panembahan Maduretno, (Madura, 1649 - 2 januari 1680) was een krijgsheer en vorst afkomstig van het eiland Madura op Java. Hij is vooral bekend geworden van de Trunajaya-opstand die hij leidde.

## Biografie

### Aanloop naar de opstand
Trunajaya was afkomstig van het eiland Madura. Ooit was hij een bondgenoot en ook vazal van sultan Agoeng de Grote van het Sultanaat Mataram. Maar diens opvolger Amangkoerat I van Mataram was een wreed heerser die vele potentiële tegenstanders met geweld uit de weg liet ruimen; ook de vader van Trunajaya werd in 1656 aan het hof van Amangkoerat in Plered vermoord. Trunajaya ontvluchtte het hof en kwam via zijn schoonvader, Raden Kajoran, in contact met de opstandige kroonprins Raden Mas Rahmat (de latere Amangkoerat II), waarmee hij in 1670 een akkoord sloot. Terwijl de kroonprins intrigeerde aan het hof van zijn vader, verzamelde Trunajaya op Madura een leger. Onder hen bevonden zich ook Javanen en Makassaren. Daarmee veroverde hij in 1671 het eiland Madura.

### Eerste gevechten
Trunajaya was daarna een van de lokale prinsen die in 1674/5 in opstand kwamen tegen Amangkoerat I. Trunajaya zou kroonprins Rahmat helpen om het koningschap van zijn vader over te nemen.
Trunajaya landde in 1675 met zijn leger op de kust van Java en presenteerde zich vervolgens als een afstammeling van de dynastie van de Majapahit. Hij was in staat om de havensteden Surabaya en Gresik te veroveren.
In 1676 besloot de VOC zich in de strijd te mengen aan de zijde van Amangkoerat I van Mataram. In het conflict dat volgde werd de vloot en een legerkamp van Trunajaya vernietigd. Trunajaya riep vervolgens de moslims van Java op om zich zowel tegen Amangkoerat I als tegen de VOC te verzetten. Cornelis Speelman veroverde in mei 1677 Surabaya en ook werd Trunajaya's hoofdplaats Arosbaya op Madura afgebrand. Trunajaya verplaatste de strijd naar het binnenland van Java en rukte met een leger van 12.000 man op naar Gegodog, waar hij het Mataramse leger in mei 1677 versloeg.

### Val van Plered
In juli werd Amangkoerat I uit zijn kraton in Plered verjaagd. Volgens de Babad Tanah Jawi (een collectie van handgeschreven geschiedenissen van Java) zou susuhunan Amangkoerat I zijn troepen hebben verteld dat ze zich niet dienden te verzetten, omdat het Gods wil zou zijn dat Mataram zou vallen tijdens zijn heerschappij (op grond van een vallende ster die Senapati decennia eerder als voorteken van de val van Mataram had beschouwd). Het onder Agoeng de Grote nog zo machtige sultanaat Mataram dreigde ten onder te gaan. Er was geen leger en de schat was met de kraton verloren gegaan. Trunajaya wist in Plered de rijkssieraden van Majapahit buit te maken en vervolgens trok hij zich terug naar zijn nieuwe hoofdstad Kediri. Amangkoerat I, op de vlucht voor zijn vijanden, stierf in Tegal aan de Javaanse noordkust. Volgens de Babad Tanah Jawi had zoon Raden Mas Rahmat zijn vader vergiftigd.
Rahmat riep zichzelf uit tot opvolger en nam de heerserstitel Amangkoerat II aan, maar een groot deel van zijn land was veroverd en hij had geen geld of leger, alleen de regalia. Trunajaya was inmiddels zo machtig geworden dat hij zelf heerser van Mataram wilde worden in plaats van te accepteren dat Rahmat nu de troon van zijn vader had bestegen, zoals oorspronkelijk afgesproken. Bovendien erkende Rahmats jongere broer Puger de opvolging niet en riep zichzelf ook uit tot susuhunan van Mataram, terwijl hij zich in de geplunderde hoofdstad Plered vestigde. Zodoende had Amangkoerat II om zijn heerschappij te vestigen niet alleen de opstand van Trunajaya te onderdrukken, maar ook nog een successieoorlog met zijn broer Puger uit te vechten. Net als zijn vader vroeg Amangkoerat II op zijn beurt de hulp van de VOC en deze ging hiermee in juli 1677 akkoord. Hoewel Agung de Grote nog had geprobeerd om Batavia te veroveren, bleek de VOC bereid te zijn om zijn kleinzoon Amangkoerat II – een vorst zonder geld en zonder leger – weer in het zadel te helpen. Daar moesten uiteraard grote concessies van Amangkoerat II tegenover staan in de vorm van gunstige handelsvoorwaarden en afstand van aanspraak op gezag over het gebied rond Batavia.

### Kediri-campagne

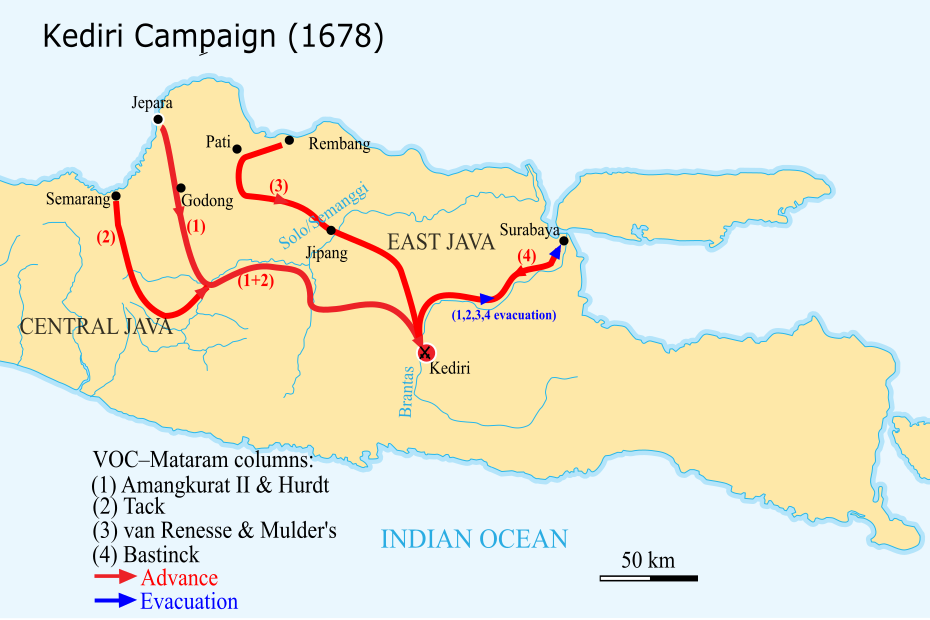
Kaart van de Kediri-campagne van 1678.

De hulp van de VOC bestond uit de onder leiding van Anthonio Hurdt aangevoerde zwaarbewapende Nederlandse troepen en lichtbewapende troepen van Amangkoerat II. De VOC deed een laatste verzoek tot overgave van Trunajaya, maar deze weigerde, voor ze in 1678 op de aanval overgingen. Trunajaya werd door zijn tegenstanders in de verdrukking gebracht en verschanste zich met zijn leger in Kediri. Op 25 november 1678 ging de coalitie tot de aanval over en werd Kediri ingenomen. Trunajaya wist te ontkomen, maar een groot deel van zijn leger sneuvelde of verliet hem.

### Einde
Trunajaya hield zich vervolgens schuil in de bergen in het noordoosten van Java. In 1679 trokken de VOC, Mataram en Arung Palakka tegen Trunajaya op. Op 26 december 1679 werd hij door de VOC-kapitein Jonker op een berg ingesloten en gedwongen zich over te geven. Daarmee kwam de opstand van Trunajaya ten einde (hoewel troonpretendent Puger zich pas in 1681 zou verzoenen met Amangkoerat II). Hierop leverde de VOC Trunajaya, tegen de afspraak in, uit aan Amangkoerat II.
Op 2 januari 1680 is Trunajaya gestorven, al spreken bronnen elkaar tegen hoe. Volgens sommige is hij gedwongen om zichzelf te doden, volgens andere was het Amangkoerat II die hoogstpersoonlijk Trunajaya met de kris executeerde.

## Nalatenschap
Het vliegveld van Madura, Trunajaya Airport, en de Trunajaya-universiteit op het eiland zijn naar Trunajaya vernoemd.